# Novi Đurovac
Novi Đurovac (cyr. Нови Ђуровац) – wieś w Serbii, w okręgu toplickim, w mieście Prokuplje. W 2011 roku liczyła 5 mieszkańców.